# جبهه جنوبی (شوروی)

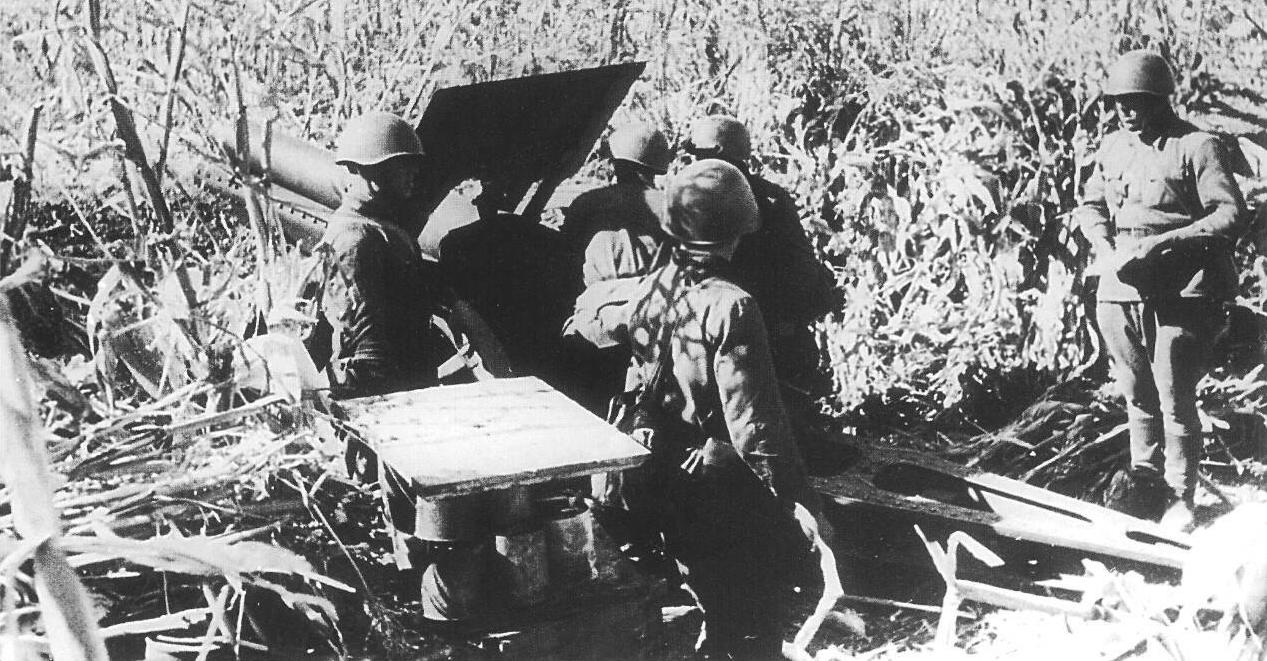
تفنگ‌داران شوروی در عملیات اودسا سال 1941

جبهه جنوبی (انگلیسی: Southern Front) یک جبهه و تشکیلاتی به اندازه یک گروه ارتش نیروهای زمینی شوروی در طول جنگ جهانی دوم بود. جبهه جنوبی عملیات نظامی را در طول اشغال بیسارابیا و بوکوفینای شمالی توسط شوروی در سال ۱۹۴۰ هدایت کرد و سپس دو بار پس از تهاجم ژوئن ۱۹۴۱ توسط آلمان با رمز عملیات بارباروسا تشکیل شد.